# Sint-Ninianuskathedraal
De Sint-Ninianuskathedraal is een kathedraal van de Scottish Episcopal Church, behorend tot de Anglicaanse Gemeenschap, in Perth, Schotland, en de bisschopszetel van het bisdom St Andrews, Dunkeld & Dunblane.
De kathedraal werd ontworpen door architect William Butterfield, die ook onder andere de kathedraal van de Eilanden (een andere kathedraal van de Scottish Episcopal Church) en de Sint-Pauluskathedraal van Melbourne ontwierp.